# Arma letal 2
Arma letal 2 (títol original en anglès Lethal Weapon 2) és una pel·lícula estatunidenca de l'any 1989 dirigida per Richard Donner. Aquesta pel·lícula ha estat doblada al català.

## Argument
En la segona entrega d'Arma letal, la parella de policies formada per Martin Riggs i el seu company Roger Murtaugh s'enfronten a una poderosa organització internacional de traficants de droga que opera als Estats Units. La seva missió és protegir un comptable que ha blanquejat diners.

## Repartiment
- Mel Gibson: Detectiu Martin Riggs
- Danny Glover: Detectiu Roger Murtaugh
- Joe Pesci: Leo Getz
- Joss Ackland: Arjen Rudd
- Derrick O'Connor: Pieter Vorstedt
- Patsy Kensit: Rika van den Haas
- Darlene Love: Trish Murtaugh
- Steve Kahan: Capità Murphy
- Mark Rolston: Hans
- Jenette Goldstein: Detectiu Meagan Shapiro
- Dean Norris: Detective Tim Cavanaugh
- Nestor Serrano: Eddie Estaban
- Mary Ellen Trainor: Dr. Stephanie Woods
- Kenneth Tigar: Bekker
- Pat Skipper: Hitman
- Bruce Young: Hitman
- Traci Wolfe: Rianne Murtaugh
- Juney Smith: Tom Wyler